# S/2003 J 4
S/2003 J 4 je přirozený satelit planety Jupiter. Byl objeven v roce 2003 skupinou astronomů z Havajské univerzity vedených Scottem S. Sheppardem.
S/2003 J 4 má v průměru asi ~2 km, jeho průměrná vzdálenost od Jupitera činí 23,571 Mm, oběhne jej každých ~739,3 dnů, s inklinací 147° k ekliptice (149° k Jupiterovu rovníku) a excentricitou 0,3003. S/2003 J 4 patří do rodiny Pasiphae.